# Tiago Rodrigues
Tiago Rodrigues (Lisboa, 1977) é um ator, encenador, dramaturgo e produtor teatral português. Desempenhou funções como director artístico da companhia Mundo Perfeito - estrutura que criou em 2003 com Magda Bizarro e com a qual realizou cerca de 30 espetáculos. Em Dezembro de 2014 foi nomeado pela Secretaria de Estado da Cultura como director artístico do Teatro Nacional D. Maria II, cargo que ocupou até 2021. Em julho de 2021, foi nomeado diretor artístico do Festival d'Avignon, em França (cargo que ocupa desde setembro de 2022), tornando-se assim o primeiro estrangeiro a dirigir este prestigiado festival de teatro.
O trabalho de Tiago Rodrigues tem sido reconhecido pela sua capacidade de derrubar fronteiras entre o teatro e diferentes realidades.
Seja a trabalhar 14 horas por dia como aprendiz numa cozinha de três estrelas Michelin para criar "O que se leva desta vida" (2009), a filmar um dos mais conhecidos pivôs de Telejornal em silêncio para o espectáculo "Se uma janela se abrisse" (2010) ou a encenar um espectáculo na fachada de um edifício em "Hotel Lutécia" (2010). 
Em 2018, foi galardoado com o XV Prémio Europa Realidades Teatrais e, em abril de 2019, foi condecorado pela República Francesa com o grau de Cavaleiro da Ordem das Artes e Letras (Chevalier de l’Ordre des Arts et des Lettres). Em 2019, foi distinguido com o Prémio Pessoa, pela sua carreira de “excepcional projecção dentro e fora do país" e também pelo "contributo notável para o desenvolvimento do campo das artes performativas portuguesas” (refere o júri na acta da 33.ª edição do Prémio Pessoa). Em dezembro de 2021, o Governo Português atribuiu-lhe a Medalha de Mérito Cultural. 

## Biografia
O seu pai era jornalista, originário de Moncorvo, e a mãe médica no Centro de Saúde da Amadora, originária da Guarda. Passava os verões nas terras dos pais.
Cresceu na Amadora, tendo frequentado a escola primária "Patinho Feio", localizada no Centro Comercial Babilónia.
Aos 13 anos publicou o seu primeiro texto no "DN Jovem", suplemento do Diário de Notícias.

## Carreira
Trabalhou como jornalista no semanário Grande Amadora, ao mesmo tempo que frequentava a Escola Superior de Teatro e Cinema. Em 1997, quando ainda era estudante, cruzou-se pela primeira vez com a companhia belga tg STAN, com a qual começou a colaborar, tendo co-criado e interpretado espectáculos em inglês e francês apresentados em mais de 15 países. No seus primeiros anos como actor, também colaborou com os Artistas Unidos e com o colectivo SubUrbe, ao mesmo tempo que dirigia criativamente vários programas de televisão alternativos, entre os quais o premiado "Zapping", trabalhando como argumentista para televisão através das Produções Fictícias e também como cronista em vários jornais, como o Diário de Notícias, Expresso e A Capital.
Aos 26 anos, começa a trabalhar como professor convidado na escola de dança contemporânea PARTS, em Bruxelas, dirigida pela coreógrafa Anne Teresa De Keersmaeker. Depois disso, dá aulas em diversas escolas de teatro e dança em Portugal, entre as quais a Universidade de Évora, ESMAE, Balleteatro e Escola Superior de Dança de Lisboa, assim como no estrangeiro, seja em programas universitários como o mestrado "The Autonomous Actor" em Estocolmo, ou dirigindo workshops para actores nos teatros onde também faz digressão.
Em 2003, decide sediar a sua actividade em Lisboa e cria a estrutura Mundo Perfeito em conjunto com Magda Bizarro, onde continua a desenvolver um trabalho fortemente baseado na colaboração artística e nos processos colectivos, criando uma grande quantidade de espectáculos num curto período de tempo, alguns produzidos por prestigiados festivais como o Alkantara Festival ou o Festival d'Automne à Paris, e fazendo digressão em países como Portugal, Bélgica, Brasil, Eslovénia, Espanha, Estados Unidos da América, França, Holanda, Itália, Líbano, Noruega, Reino Unido, Singapura, Suécia e Suíça. Além de co-criações internacionais como "Berenice", com os já seus conhecidos belgas tg STAN ou "Yesterday's Man", com os artistas libaneses Rabih Mroué e Tony Chakar, Tiago Rodrigues foi co-autor de espectáculos com alguns dos mais relevantes criadores portugueses. Também levou à cena textos inéditos de autores internacionais como Tim Etchells ou Nature Theatre of Oklahoma, tal como de dezenas de autores portugueses, entre os quais se destacam José Luís Peixoto, Jacinto Lucas Pires, José Maria Vieira Mendes ou Miguel Castro Caldas. Também com o Mundo Perfeito, criou e coordenou os projectos "Urgências", no âmbito da nova dramaturgia portuguesa, e "Estúdios", dedicado à colaboração artística entre criadores portugueses e estrangeiros. O seu ritmo de trabalho é surpreendente: com a companhia Mundo Perfeito, criou mais de 30 peças entre 2003 e 2014, donde se destacam "Se uma janela se abrisse", "Tristeza e alegria na vida das girafas", "Três dedos abaixo do joelho", "By Heart", "Bovary" e "António e Cleópatra".
Em 2010, já no Mundo Perfeito, Tiago Rodrigues inicia uma nova etapa no seu percurso, passando a criar as suas próprias peças, embora continue a desenvolver colaborações artísticas. A primeira peça que escreve e dirige intitula-se "Se uma janela se abrisse" e mereceu uma nomeação para Melhor Espectáculo do Ano pela  SPA. Em 2012 uma das suas criações, “Três dedos abaixo do joelho”, foi duplamente premiada na categoria de Melhor Espectáculo de Teatro 2012 pela SPA e pelos Globos de Ouro.
Além do seu trabalho pessoal, Tiago Rodrigues colaborou como dramaturgista e autor de textos em três obras do coreógrafo Rui Horta e também como dramaturgista e tradutor dos textos de Rodrigo Garcia para os criadores Ana Borralho e João Galante.
Tiago Rodrigues também tem continuado o seu trabalho como actor e argumentista para cinema e televisão, colaborando com realizadores como Tiago Guedes e Frederico Serra, João Canijo, Bruno de Almeida e Marco Martins, entre outros. Em "Mal Nascida", de João Canijo, filme seleccionado para a competição oficial do Festival de Veneza, a sua interpretação mereceu-lhe o Prémio de Melhor Actor Secundário de 2008 da GDA. Recentemente, escreveu o argumento e também foi actor da mini-série "Noite Sangrenta", vencedora do prémio de Melhor Ficção Televisiva da SPA e nomeada para o prémio de Melhor Mini-série no Festival Internacional de TV de Monte Carlo, ao lado de produções de todo o mundo.
Tiago Rodrigues também desenvolveu vários projectos artísticos comunitários como uma oficina de escrita criativa com menores detidos em centros educativos que mais tarde resultou num programa no Rádio Clube Português; escrevendo e dirigindo o espectáculo "Bela Adormecida" com actores e bailarinos maiores de 60 anos, dando origem à Companhia Maior; escrevendo o texto "A mulher que parou" para o projecto de teatro desenvolvido pela associação Alkantara no bairro da Cova da Moura; escrevendo também o texto "Coro dos maus alunos" para o projecto PANOS, da Culturgest, que foi levado à cena por mais de uma dezena de grupos de teatro escolar em todo o país e também encenado e premiado pela Cia. Arthur-Arnaldo de São Paulo, no Brasil; ou coordenando a criação de uma peça colectiva por estudantes do secundário acerca do tema Governar, em colaboração com o Teatro Maria Matos.
Profundamente enraizado numa tradição de teatro colectivo, as suas últimas peças destacam-se pela forma como manipulam documentos com ferramentas teatrais, combinando as vidas pública e privada e desafiando a nossa percepção de fenómenos históricos e sociais.
Tiago Rodrigues vai dirigir o Festival d'Avignon a partir de 2023.
A 9 de dezembro de 2021, foi agraciado pelo governo português com a Medalha de Mérito Cultural.
Desde 2023, é sócio correspondente da Classe de Letras da Academia das Ciências de Lisboa (9.ª Secção - Comunicação e Artes).

## Teatro
- Urgências (2006)
- Yesterday's Man (2008) com Rabin Mroué
- O que se leva desta vida? (2009) com Gonçalo Waddington
- Tristeza e Alegria na Vida das Girafas (2011)
- Peça romântica para um teatro fechado (2013)
- Três Dedos Abaixo do Joelho (2014)
- Coro dos Amantes (2014)
- Ifigénia, Agamémnon, Electra (2015)
- Como ela morre (2017)
- Sopro (2018)
- Catarina e a Beleza de Matar Fascistas (2020)

## Filmografia
- Mal nascida, de João Canijo (2008)
- Operação Outono, realização de Bruno de Almeida (2012)